# 派恩布魯克 (加利福尼亞州)
派恩布魯克（英語：Pinebrook）是位於美國加利福尼亞州卡拉韋拉斯縣的一個非建制地區。該地的面積和人口皆未知。

## 地理
派恩布魯克的座標為38°14′31″N 120°19′51″W / 38.24194°N 120.33083°W，而該地的平均海拔高度為1242米（即4075英尺）。